# コチェリル・ラーマン・ナラヤナン
コチェリル・ラーマン・ナーラーヤナン（英: Kocheril Raman Narayanan、 K. R. Narayananとしてよく知られていた、1921年2月4日 - 2005年11月9日）は、インドの政治家。第10代インド共和国大統領（在任期間:1997年6月25日 - 2002年6月25日）。

## 来歴

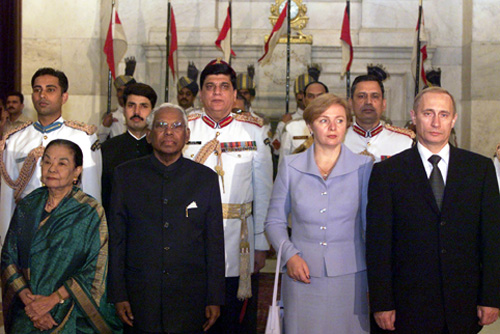
ナラヤナン夫妻とロシアのプーチン夫妻（2000年10月3日）

1921年2月4日インド南部のケララ州に最下層のカーストとして生まれる。苦学の末に大学をトップで卒業し、イギリスのロンドン・スクール・オブ・エコノミクスに留学してハロルド・ラスキに師事した。教師や新聞記者・雑誌記者などのジャーナリストを経て、外務省に入り、日本、イギリス、タイ、トルコなどで外交官として働き、中国大使やアメリカ大使などを歴任する。
1984年インド国民会議派から下院議員選挙に立候補し当選する。外務担当国務相などを歴任し、1992年8月副大統領に、1997年には最下層カースト出身者として初めて大統領に就任した。
1999年、ジャンムー・カシミール州ラダック地方で、パキスタンとカルギル紛争。
在任中、インド独立50周年記念祭を祝っており、2000年には中国を訪問し、印中関係の改善に尽力した。2000年8月、日本の森喜朗首相はナラヤナン大統領を表敬訪問している。
大統領任期の最終年となった2002年には、グジャラート州でイスラーム教徒数千人が虐殺されたグジャラート動乱があった。ナラヤナンは、宗教的マイノリティーの保護のためにインド軍をうごかすことを望んだが、当時議会で多数派を形成していたインド人民党によって阻まれた。インド人民党はまた、ナラヤナンが大統領職を2期を務めることについても拒否している。
2005年10月29日から急性肺炎をこじらせ、ニューデリーの陸軍病院に入院し、同年11月9日同病院で死去した。85歳没。

## 家族
妻は、ビルマ人のMa Trint Trint。2人の間には娘が2人いる。